# 庄川扇状地

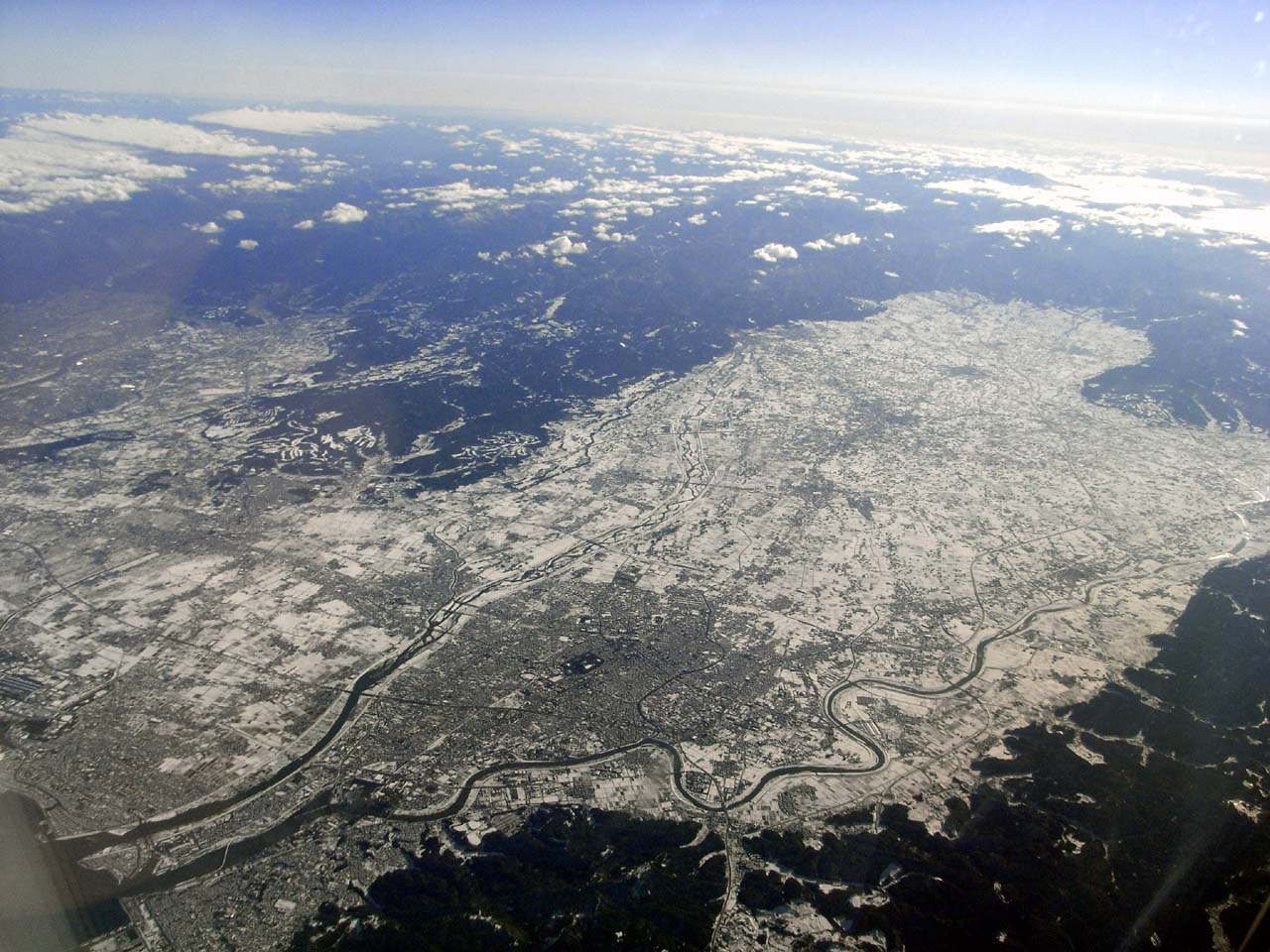
砺波平野を構成する庄川扇状地（奥・庄川、手前・小矢部川）

庄川扇状地（しょうがわせんじょうち）は、富山県の庄川流域に広がる扇状地である。富山県南砺市、砺波市、小矢部市、高岡市一帯に広がる。扇央部は砺波平野とも呼ばれる散居村が広がる地域としても知られ、標高25メートル以上の散居村が見られる付近を扇央部、標高25メートル以下の旧湿田地帯を扇端部として区別する。

## 庄川
庄川は扇状地を形成する過程で西東に何度も流路を変えてきたはずである。記録が残る室町時代以降は西から東へと流路を変えていることが分かっている。
1406年（応永13年）以降は野尻川（砺波市東野尻を通り、小矢部市津沢の北方で小矢部川へ流れ込む流路）が庄川本流であり、それ以前は高瀬村（南砺市高瀬）を流れる川筋が庄川本流であったとの記述が残されている（加越能三ヶ国御絵図被仰付候覚書）。以降、中村川（現在の岸渡川へ流れ込む流路）・新又川（現在の荒又川へ流れ込む流路）を経て、1585年（天正13年）から1630年（寛永7年）は千保川が庄川の本流であった。1630年（寛永7年）以降は現在の流路となっている。現在の流路は近年まで夫々の地域で中田川、射水川、大門川等と呼ばれていた。

## 散居村

### 概要
庄川扇状地扇央部は日本を代表する散居村地帯となっている。扇状地を見下ろす山々に設けられた展望台には全国から観光客が訪れる。散居村の形態は他に、富山県黒部川扇状地、岩手県胆沢川扇状地、島根県斐伊川扇状地（出雲平野）など全国に見られるが、規模で庄川扇状地が他を圧倒している。
乾田における稲作農業は水が得られ易く、農地と家が近接している方が有利である。そのため一般的な農村は水が得られ易い場所に成立するケースが多い。当地は扇状地という緩傾斜地のため広範囲で灌漑によって水を引くことが容易であった。そのため村々は散居形態を取りながら広がっていった。
砺波市高波地区、高岡市醍醐地区、戸出地区の標高25メートルあたりを境にそれより低い地域には散居村は見られない。扇端部にあたる標高25メートル近辺には湧水が多く、これより標高の低い一帯は不湖（フコ）と呼ばれる湿地地帯が広がっていた。不湖地域は灌漑不要な湿田地帯であり、散居村地域とは逆に水はけが重要だった。集落は微高地に固まって形成され、田圃も集落の周辺から水を抜く管理を行いながら拡大していった。
湿田地帯は乾田化され現在ではその境界は目に見えないが、以前は標高25メートル地帯の北と南でははっきりと田園の様相が異なっていた。

### 成立過程
大正3年に小川啄治が条理遺制説を唱えて以降、牧野信之助の加賀藩創始説、村松繁樹の自然環境説など様々な研究者によって究明が行われてきた。
2007年（平成19年）、佐伯安一により江戸時代初期には既に散居村が形成されていたこと、また村の多くは近世以前に存在していたことの史料的裏付けがなされた結果、現在では自然環境説が定説となっている。
江戸時代にも旧川跡地などでさかんに開墾が行われたが新しい村々も散村形態をとっていった。これも加賀藩の政策によるものではなく農地と家が近接している方が有利であったためである。
当地の散居村は中世の荘園制崩壊後に成立していったものと推測されているが、この時期に視点を合わせた研究が今後望まれている。

## 自噴泉
扇端部に位置する高岡市佐野地区、小勢地区には今でも自噴泉が多くみられ、水汲みに訪れる人も多い。
- 佐野自噴泉（高岡市佐野）
- 蔵野町自噴泉（高岡市蔵野町）
- 三ケ八幡神社の自噴井戸（高岡市三ケ）

## 採石場

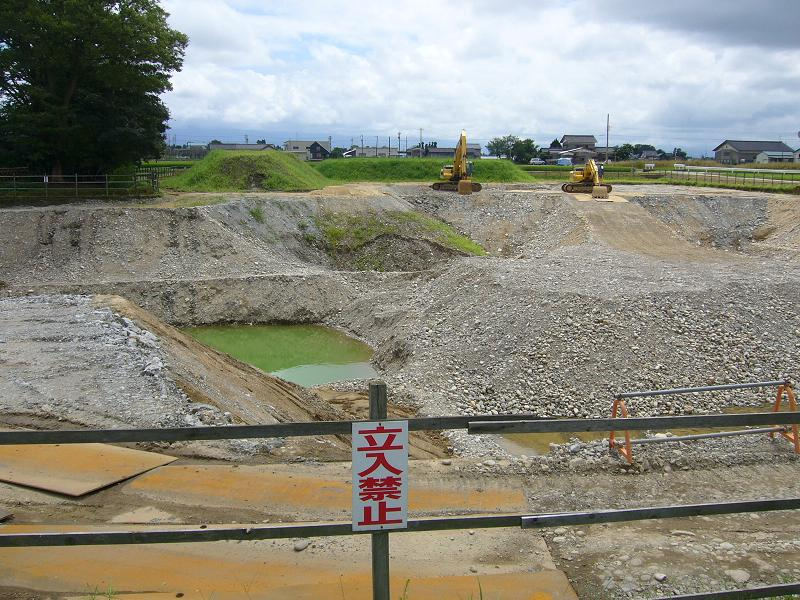
庄川扇状地の採石場

庄川扇状地は田園風景が広がっているが表土の下には石礫が多く堆積している。その石礫を採掘するため、田には穴が多数掘られている。例年田園であった場所に突如として巨大な穴が出現する様は扇状地ならではの光景であるといえる。
現在庄川沿岸には多くの砕石、砂利、コンクリート関連企業が立地している。

## その他
庄川扇状地を代表する河川として祖父川がある。この川は庄川扇状地上の湧水を源とするが、年を経るに従ってヘッドイロージョン作用（川上侵食）により、川上に向かい伸長してきた川である。そのため別名「無頭川」とも呼ばれる。現在の水源は砺波市内にある。